# Ponte Pietro Nenni
De Ponte Pietro Nenni is een brug over de Tiber in Rome. De brug ligt ten noorden van het centrum en verbindt de wijk Flaminio op de linkeroever met de wijk Prati op de rechteroever.
De brug is gebouwd tussen 1969 en 1972, maar werd pas geopend in 1980. Het ontwerp was afkomstig van architect Luigi Moretti en ingenieur Silvano Zorzi. De brug is 121,6 meter lang en is vernoemd naar de socialistische politicus Pietro Nenni. Behalve auto's rijden ook de metro's van Lijn A van de metro van Rome over deze brug.
Ponte di Castel Giubileo · Ponte Tor di Quinto · Ponte Flaminio · Ponte Milvio · Ponte Duca d'Aosta · Ponte della Musica · Ponte del Risorgimento · Ponte Giacomo Matteotti · Ponte Pietro Nenni · Ponte Regina Margherita · Ponte Cavour · Ponte Umberto I · Ponte Sant'Angelo · Ponte Vittorio Emanuele II · Ponte Principe Amedeo Savoia Aosta · Ponte Giuseppe Mazzini · Ponte Sisto · Ponte Garibaldi · Ponte Fabricio en Ponte Cestio · Ponte Rotto · Ponte Palatino · Ponte Sublicio · Ponte Testaccio · Ponte San Paolo · Ponte dell'Industria · Ponte Guglielmo Marconi · Ponte della Magliana · Ponte di Mezzocammino · Ponte Tor Boacciana